# Ibne Caldune
Abu Zaíde Abederramão ibne Maomé ibne Caldune Alhadrami (em árabe: أبو زيد عبد الرحمن بن محمد بن خلدون الحضرمي; romaniz.: Abu Zayd 'Abd al-Rahman ibn Muhammad ibn Khaldun al-Hadrami; Túnis,  27 de maio de 1332/AH 732 — Cairo, 17 de março de 1406/AH 808), melhor conhecido somente como ibne Caldune (Ibn Khaldun) foi um polímata árabe — astrônomo, economista, historiador, jurista islâmico, advogado islâmico, erudito islâmico, teólogo islâmico, hafiz, matemático, estrategista militar, nutricionista, filósofo, cientista social e estadista.
É mais conhecido por seu Muqaddimah (conhecido como Prolegômenos no Ocidente), o primeiro volume de seu livro sobre a história universal, Kitab al-Ibar. Ele é considerado um precursor de várias disciplinas científicas sociais: demografia, história cultural, historiografia, filosofia da história, e sociologia. Ele também é considerado um dos precursores da moderna economia, ao lado do antigo erudito indiano Cautília. Ibne Caldune é considerado por muitos como o pai de várias destas disciplinas e das ciências sociais em geral, por ter antecipado muitos elementos dessas disciplinas séculos antes de terem sido fundadas no Ocidente.

## Biografia
Nasceu em Tunísia em 732 A.M. (1332 d.C.) numa família de classe alta que migrou desde Sevilha, no Alandalus. Os seus antepassados, árabes iemenitas, estabeleceram-se no Alandalus nos inícios da invasão muçulmana da Península Ibérica, durante o século VIII. Depois da queda de Sevilha, migraram à Tunísia.  Na sua história, descreve a sua família, os Banu Caldune, como se segue, traçando a sua genealogia até Caldune, pelo lado do seu pai:
"[...] E nossos antepassados são de Hadramaute, dos Árabes do Iémem, via Uail ibne Hajar, dos melhores dos Árabes, bem-conhecidos e respeitados [...] Abderramão ibne Maomé ibne Maomé ibne Maomé ibne Haçane ibne Maomé ibne Jabir ibne Maomé ibne Ibraim ibne Abderramão ibne Caldune. Na minha genealogia até Caldune eu contei apenas estes 10, mas devem ter havido mais [...]"
No entanto, alguns biógrafos (e.g., Mohammad Enan) questionam a sua pretensão, sugerindo que a sua família pode ter sido de Berberes que assumiam origem Árabe de modo a ganhar em estatuto social. Ibne Caldune estudou nas várias etapas e ramos da aprendizagem Árabe com grande sucesso. Em 1352, ele obteve emprego com o sultão merínida Abu Inane Faris, em Fez. No início de 1356, a sua integridade foi posta em causa, pelo que foi colocado na prisão até a morte do sultão em 1358, altura em que o vizir Haçane ibne Omar o libertou e reintegrou-o no seu posto. Ibne Caldune continuou a prestar serviços ao sucessor de Abu Inane, Abu Salém Ibraim III, mas, por ter ofendido o primeiro-ministro, obteve a permissão para emigrar para Espanha. 
Ibne Alamar, que estava em dívida por favores de que se beneficiara quando da sua estadia na corte de Abu Salem, recebeu ibne Caldune com grande cordialidade em Granada. Isto excitou o ciúme do vizir, e ele foi por isso enviado de volta a África em 1364, onde o califa haféssida Abu Abedalá de Bugia, seu antigo companheiro na prisão, o acolheu cordialmente. Após a queda de Abu Abedalá, ibne Caldune mobilizou uma força considerável entre os Árabes do deserto e entrou ao serviço do sultão de Tremecém. Poucos anos mais tarde, foi feito prisioneiro por Abdalazize, que tinha derrotado o sultão de Tremecém e tomado o trono. 
Ibne Caldune entrou então num estabelecimento religioso, e ocupou-se de tarefas escolásticas, até que em 1370 foi chamado a Tremecém pelo novo sultão. Após a morte de Abdalazize, ibne Caldune residiu em Fez, gozando do patrocínio e confiança do regente. Em 1375, foi viver com a tribo Aulade Arife, da Argélia central, na cidade de Calate ibne Salama. Tomou ali vantagem da sua solidão para escrever a Muqaddimah (ou "Prolegômenos" à sua história subsequente.) Em 1378, ele entrou ao serviço do sultão da sua cidade natal, Tunis, onde se dedicou quase exclusivamente aos estudos e escreveu a história dos Berberes. 
Tendo recebido permissão para peregrinar até Meca, visitou o Cairo, onde foi apresentado ao Sultão mameluco Barcuque, que insistiu que ele ficasse ali; no ano de 1384 foi feito grande cádi da escola maliquita de fiqh (jurisprudência) ou lei religiosa de Cairo. Desempenhou este cargo com prudência e integridade, removendo muitos abusos da administração da justiça no Egito. Nesta altura, o navio em que sua mulher e família vinham ao seu encontro, com toda a sua propriedade, afundou, e todos os tripulantes desapareceram. Ele conseguiu encontrar consolo completando a sua história dos Árabes de Espanha. Nesta mesma altura foi retirado do seu trabalho de cádi, o que lhe deu mais tempo livre para a sua obra. Três anos mais tarde, fez peregrinação a Meca, e no seu regresso viveu em retiro em Faium até 1399, quando foi chamado outra vez para continuar as suas funções de cádi. Foi removido e reafirmado no cargo nada menos do que cinco vezes até sua morte. Está sepultado no Cairo. 

## Origens

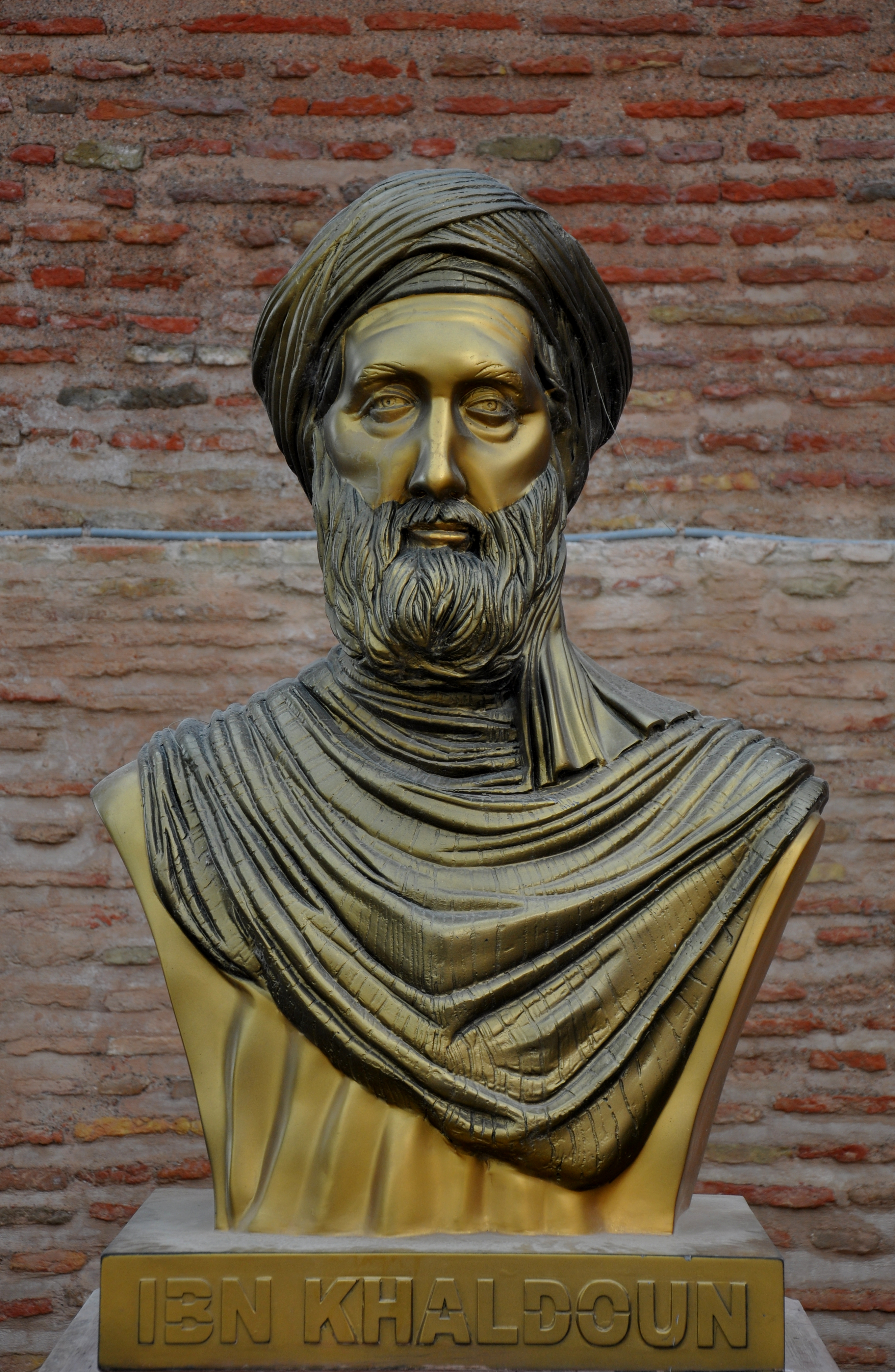
Busto de ibne Caldune, na entrada da Casbá de Bugia, Argélia

A vida de Caldune é relativamente bem documentada, pois ele escreveu uma autobiografia (cujo título é, em língua árabe "التعريف بابن خلدون ورحلته غربا وشرقا"; em português "Apresentando ibne Caldune e sua Jornada Oeste e Leste"), na qual numerosos documentos sobre sua vida são citados individualmente.  
Seu nome completo é "Abderramão ibne Maomé ibne Maomé ibne Maomé ibne Haçane ibne Jabir ibne Maomé ibne Abderramão ibne Caldune Alhadrami", geralmente mais conhecido como ibne Caldune em homenagem a um ancestral remoto. Ibne Caldune nasceu em Túnis em 1332 em uma família andalusina de classe alta de ascendência árabe, o antepassado da família era um hadramita que tinha parentesco com Uail ibne Hujer, um companheiro do profeta islâmico Maomé. Sua família, que ocupou muitos altos cargos no Alandalus, tendo se mudado, depois, para a Tunísia após a queda da cidade de Sevilha para a Reconquista, no ano de 1248. Embora alguns de seus familiares tivessem ocupado cargos políticos na dinastia tunisiana Haféssida, seu pai e avô mais tarde saíram da vida política e se juntaram a uma ordem mística. Seu irmão, Iáia Caldune, também era um historiador que escreveu um livro sobre a dinastia Abdeluádidas e foi assassinado por um rival por ser o historiógrafo oficial da corte. 
Em sua autobiografia, Caldune traça sua descendência desde o tempo do profeta Maomé através de uma tribo árabe do sul da Península Arábica, especificamente os Hadramaute, que chegaram à Península Ibérica no século VIII, no início da conquista islâmica: "E nossa ascendência é de Hadramaute, dos árabes da Península Arábica, via Uail ibne Hujer também conhecido como Hujer ibne Adi, do melhor dos árabes, conhecido e respeitado." 
No entanto, o biógrafo moderno Mohammad Enan enfatizou a incerteza sobre as origens de Caldune confiando no fato de que a crítica de Caldune aos árabes pode ser uma motivação válida para lançar dúvidas sobre sua suposta origem árabe. Por outro lado, a insistência e o apego de Caldune à sua afirmação de ascendência árabe em uma época de dominação das dinastias berberes também é um bom motivo para acreditar em sua afirmação de que seria descendente de tribos árabes.  

## Educação
A alta posição social de sua família permitiu que Caldune estudasse com professores proeminentes no Magrebe. Recebeu uma educação islâmica clássica, estudando o Alcorão, que decorou, estudou a linguística árabe; a base para a compreensão do Alcorão, os hádices, Xaria (lei) e fiqh (jurisprudência). Ele recebeu certificação (ijaza) para todos esses assuntos. O matemático e filósofo Alabili de Tremecém o apresentou à matemática, lógica e a filosofia, tendo estudado especialmente as obras de Averróis, Avicena, Razi e Tusi. Aos 17 anos, Caldune perdeu seus pais para a Peste Negra, uma epidemia intercontinental da peste que atingiu Túnes entre 1348 e 1349. 
Seguindo a tradição familiar, lutou pela carreira política. Diante de uma situação política tumultuada no norte da África, isso exigia um alto grau de habilidade em desenvolver e abandonar alianças com prudência para evitar cair com os governos de curta duração da época.  A autobiografia de Caldune é a história de uma aventura, na qual ele passa um tempo na prisão, alcança os mais altos cargos e cai novamente no exílio. 

## Carreira política
Aos 20 anos, Caldune iniciou sua carreira política na chancelaria (modernamente, o Ministério das Relações Exteriores de um país) do governante tunisiano Ibn Tafrakin com o cargo de "portador do selo" (Kātib al-'Alāmah), que consistia em escrever em caligrafia fina as notas introdutórias típicas de documentos oficiais. 
Em 1352, Abu Ziade, o sultão de Constantina, marchou sobre a Tunísia e a derrotou. Caldune, em todo caso descontente com sua posição respeitada, mas politicamente sem sentido, seguiu seu professor Abili à cidade de Fez, no Império Merínida Lá, o sultão merínida, Abu Inane Faris, nomeou-o como escritor de proclamações reais, mas Caldune ainda atentou contra seu líder, que, em 1357, deu a Caldune uma sentença de 25 anos e 22 meses de prisão. Após a morte de Abe Inane em 1358, o vizir Haçane ibne Omar concedeu-lhe liberdade e o restabeleceu em seu posto e cargos. Ibne Caldune, então, novamente tramou contra o sucessor de Abu Inane, Abu Salém Ibraim III, com o tio exilado de Abu Salém. Quando Abu Salém chegou ao poder, ele deu a Caldune uma posição ministerial, a primeira posição a corresponder às grandes ambições de Caldune. 
O tratamento que Caldune recebeu após a queda de Abū Salem através de ibne Amar Abedalá, um amigo de Caldune, não foi de seu agrado, pois ele não recebeu nenhuma posição oficial significativa. Ao mesmo tempo, Amar impediu com sucesso de Caldune, cujas habilidades políticas ele conhecia bem, de se aliar aos ziânidas (Abdeluadidas) em Tremecém. Caldune, então, decide se mudar para Granada. Ele poderia ter certeza de uma recepção positiva lá, pois em Fez, ele ajudou o sultão de Granada, o nacérida Maomé V, a recuperar o poder de seu exílio temporário. Em 1364, o nacérida Maomé V confiou-lhe uma missão diplomática junto do rei de Castela, Pedro, o Cruel, para fazer um tratado de paz. Caldune realizou com sucesso esta missão e recusou educadamente a oferta de Pedro de Espanha de permanecer em sua corte e ter os bens espanhóis de sua família devolvidos a ele. 
Em Granada, Caldune rapidamente entrou em competição com o vizir de Maomé, ibne Alcatibe, que via a estreita relação entre Maomé e Caldune com crescente desconfiança. Caldune tentou moldar o jovem Maomé V em seu ideal de um governante sábio, um empreendimento que Caldune considerou tolo e um perigo para a paz no país. A história provou que ibne Alcatibe estava certo e, por sua instigação, Caldune acabou sendo enviado de volta ao norte da África. O próprio ibne Alcatibe foi mais tarde acusado por Maomé V de ter visões filosóficas não ortodoxas e assassinado apesar de uma tentativa de Caldune de interceder em nome de seu antigo rival. 
Em sua autobiografia, Caldune conta pouco sobre seu conflito com ibne Alcatibe e as razões de sua partida. O orientalista Muhsin Mahdi interpreta isso como uma demonstração de que Ibne Caldune mais tarde percebeu que havia julgado mal Maomé V. 
De volta a Ifríquia, o sultão Haféssida de Bugia, Abu Abedalá, que havia sido seu companheiro na prisão, o recebeu com grande entusiasmo e tornou Caldune seu primeiro-ministro que, então, realizou uma missão ousada de coletar impostos entre as tribos berberes locais. Após a morte de Abu Abedalá em 1366, Caldune mudou de lado mais uma vez e se aliou ao sultão de Tremecém, Abu Alabás. Alguns anos depois, foi feito prisioneiro por Abu Faris Abdalazize, que derrotou o sultão de Tremecém e tomou o trono. Ingressou então num estabelecimento monástico e ocupou-se com deveres escolares até 1370. Nesse ano, foi enviado para Tremecém pelo novo sultão. Após a morte de Abdalazize, residiu em Fez, desfrutando do patrocínio e confiança do regente. 
As habilidades políticas de Caldune e, acima de tudo, seu bom relacionamento com as tribos berberes selvagens tinham muita importância e eram reconhecidas como muito valiosas entre os governantes do norte da África, mas ele começou a se cansar da política e constantemente trocando de lealdade. Em 1375, ele foi enviado por Abu Hamu, o Sultão de Tremecém, em uma missão às tribos árabes dauádidas de Biskra. 
Após seu retorno ao Ocidente, ibne Caldune buscou refúgio com uma das tribos berberes no oeste da Argélia, na cidade de Calate ibne Salama, atualmente Tiaret, na Argélia. Ele viveu lá por mais de três anos sob proteção, aproveitando sua reclusão para escrever sua obra fundamental, a Muqaddimah "Prolegomena" ("A introdução"), uma introdução à sua história planejada do mundo. Em ibne Salama (Tiaret, Argélia), porém, faltaram-lhe os textos necessários para completar a obra. Portanto, em 1378, ele retornou à sua Túnis natal, que havia sido conquistada por Abū l-Abbas, que contratou Caldune para prestar serviços em sua corte. 
Lá, dedicou-se quase exclusivamente aos estudos e completou sua história do mundo. Seu relacionamento com Abu Alabás permaneceu tenso, pois este questionou sua lealdade. Após, Caldune lhe presenteou com uma cópia da história completa que omitia o costumeiro elogio solene ao governante, comum a obras da época. Sob o pretexto de ir no Haje para Meca, algo para o qual um governante muçulmano não poderia simplesmente recusar permissão, Caldune conseguiu deixar Túnis e ir para Alexandria, no Egito. 

## No Egito

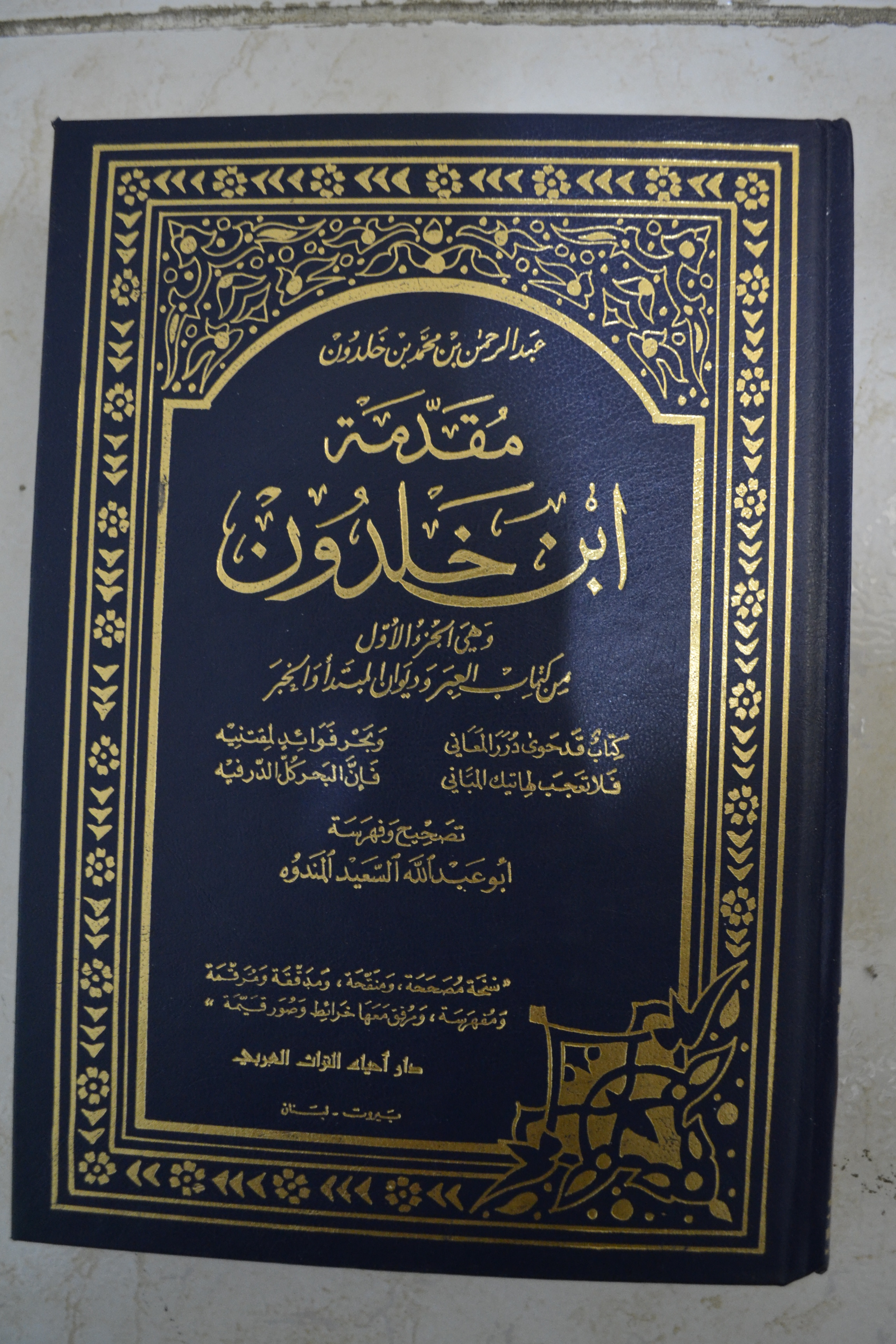
Uma cópia da Muqaddimah, de Ibne Caldune, em língua árabe

Ibne Caldune disse sobre o Egito: "Aquele que não o viu (O Egito) não conhece o poder do Islã". Enquanto outras regiões islâmicas tiveram que lidar com guerras de fronteira e conflitos internos, o Egito mameluco desfrutou de prosperidade e alta cultura. Em 1384, o sultão egípcio, Barcuque, fez de Caldune um professor da Madraça de Qamhiyyah e nomeou-o como o Grande "Cádi" da escola maliquita de fiqh (uma das quatro escolas, a escola maliquita foi difundida principalmente na África Ocidental). Seus esforços de reforma encontraram resistência, no entanto, e dentro de um ano, ele teve que renunciar ao seu cargo de juiz. Também em 1384, um navio que transportava a esposa e os filhos de Caldune afundaram em Alexandria. 
Após seu retorno de uma peregrinação a Meca em maio de 1388, Caldune concentrou-se em ensinar em várias madraças do Cairo. Na corte mameluca do Egito, ele caiu em desgraça porque, durante as revoltas contra Barcuque, ele havia, aparentemente sob coação, com outros juristas do Cairo, emitido uma fátua (decreto ou ordem oriunda de um estudioso religioso do Islã) contra Barcuque. As relações posteriores com Barcuque voltaram ao normal, e ele foi novamente nomeado um magistrado da escola maliquita. Ao todo, ele foi nomeado seis vezes para aquele alto cargo, que, por várias razões, nunca ocupou por muito tempo. 
Em 1401, sob o sucessor de Barcuque, seu filho Faraje, Caldune participou de uma campanha militar contra o conquistador mongol, Tamerlão, que sitiou Damasco em 1400. Caldune duvidou da viabilidade das ações militares e realmente queria ficar no Egito. Suas dúvidas foram justificadas, pois o jovem e inexperiente Faraje, preocupado com uma revolta no Egito, deixou seu exército por conta própria na Síria e retornou para casa, no Egito. Caldune permaneceu na cidade sitiada por sete semanas, sendo içado por sobre sobre a muralha da cidade por cordas para negociar com Tamerlão, em uma série histórica de reuniões que ele relatou extensivamente em sua autobiografia.
Tamerlão o questionou em detalhes sobre as condições nas terras do Magrebe. A seu pedido, Caldune até escreveu um longo relatório sobre isso. Ao reconhecer as intenções de Tamerlão, não hesitou, em seu retorno ao Egito, em redigir um relatório igualmente extenso sobre a história dos tártaros, juntamente com um estudo do caráter de Tamerlão, enviando-os aos governantes merínidas em Fez (Magrebe). 
Caldune passou os cinco anos seguintes no Cairo completando sua autobiografia e sua história do mundo e atuando como professor e juiz. Enquanto isso, ele teria se filiado a um partido clandestino, o Rijal Hawa Rijal, cujos ideais reformistas atraíram a atenção das autoridades políticas locais. O idoso Caldune foi preso. Ele morreu em 17 de março de 1406, um mês após sua sexta seleção ao cargo de juiz da escola maliquita. 

## Obra

### Kitāb al-ʻIbar
Sua obra mais famosa é chamada de "Kitāb al-ʻIbar", a qual se iniciou como uma história dos berberes e se expandiu para uma história universal em sete livros: 
- Livro 1; Al-Muqaddimah ('A Introdução'), uma história universal sócio-econômica-geográfica dos impérios e a mais conhecida de suas obras. A Muqaddimah é a obra na qual delineou uma teoria da História Cíclica. [36] [37] O historiador Britânico Arnold J. Toynbee chamou-a "sem dúvida a melhor obra do seu género que alguma vez foi criada por alguém em qualquer tempo ou lugar". Há uma tradução em língua portuguesa, diretamente do árabe, feita por José Khoury e Angelina Bierrenbach Khoury, para a Editora Safady (1958).[38] Encontra-se na biblioteca da USP. Há uma tradução completa para o inglês, por Franz Rosenthal (3 vols., Princeton, 1958). [39]

- Livros 2–5; História do mundo até o tempo do autor. [39]

- Livros 6–7; Historiografia dos berberes e do Magrebe. Caldune se afasta do estilo clássico dos historiadores árabes ao sintetizar várias fontes, às vezes contraditórias, sem citações. Ele reproduz alguns erros originários provavelmente de sua fonte de Fez do século XIV, a obra "Rawḍ al-Qirṭās" de ibne Abi Zar, ainda assim, permanece como uma fonte inestimável da história berbere. [39] [40]

Também escreveu narrativas históricas baseadas nas descrições do sultão timúrida Tamerlão. Ernest Gellner, que como antropólogo se ocupou do estudo de tribos do Magrebe, refere-se muitas vezes, nos seus livros, a ibne Caldune, em especial quando trata da organização social da civilização muçulmana.  O conceito de assabiyah (coesão social) é fundamental em sua obra .
"Os negócios de comerciantes responsáveis e organizados acabarão por superar os de governantes ricos." Citação de Caldune, ao tratar do crescimento econômico e dos ideias do platonismo.  
No que diz respeito à disciplina de sociologia, ele descreveu a dicotomia entre vida sedentária em oposição à vida nômade, bem como a inevitável perda de poder que ocorre quando os guerreiros conquistam uma cidade. Segundo o estudioso árabe Sati' al-Husri, o Muqaddimah pode ser lido como uma obra sociológica. O trabalho é baseado no conceito central de Caldune "'aṣabiyyah", que foi traduzido como " coesão social", "solidariedade de grupo" ou "tribalismo. 
A análise de Caldune discute como essa coesão leva os grupos ao poder, mas contém em si as sementes – psicológicas, sociológicas, econômicas, políticas – da queda do grupo, a ser substituído por um novo grupo, dinastia ou império vinculado por um grupo mais forte (ou pelo menos menos jovem e mais vigorosa) coesão. Algumas das opiniões de ibne Caldune, particularmente aquelas relativas ao povo Zanje da África subsaariana, foram citadas como racistas, embora não fossem incomuns para a época. De acordo com o estudioso Abdelmajid Hannoum, a descrição de ibne Caldune das distinções entre berberes e árabes foi mal interpretada pelo tradutor William McGuckin de Slane, que erroneamente inseriu uma "ideologia racial que separa e opõe árabes e berberes" em sua tradução de parte da obra denominada de "História dos Berberes".  
Talvez a observação mais citada extraída do trabalho de Caldune seja a noção de que quando uma sociedade se torna uma grande civilização, seu ponto alto é seguido por um período de decadência. Isso significa que o próximo grupo coeso que conquista a civilização diminuída é, em comparação, um grupo de bárbaros. Uma vez que os bárbaros solidificam seu controle sobre a sociedade conquistada, porém, são atraídos por seus aspectos mais refinados, como alfabetização e artes, e assimilam ou se apropriam de tais práticas culturais. Então, eventualmente, os antigos bárbaros serão conquistados por um novo conjunto de bárbaros, que repetirão o processo. 
O professor da Universidade de Georgetown, Ibrahim Oweiss, economista e historiador, observa que Schumpeter e David Hume propuseram uma teoria do valor-trabalho, embora Caldune não se referisse a ela como teoria do valor-trabalho ou teoria. 
Caldune também pediu a criação de uma ciência para explicar a sociedade e passou a delinear essas ideias em sua obra principal, o Muqaddimah, que afirma que “a civilização e seu bem-estar, assim como a prosperidade dos negócios, dependem da produtividade e da capacidade das pessoas, de seus esforços em todas as possibilidades possíveis em seu próprio interesse e lucro”.
Caldune divergiu das normas que os historiadores muçulmanos seguiram e rejeitou seu foco na credibilidade do transmissor e concentrou-se na validade das histórias e incentivou o pensamento crítico.  Também descreve as primeiras teorias de divisão do trabalho, impostos, escassez e crescimento econômico.
Ele argumentou que a pobreza era resultado da destruição da moralidade e dos valores humanos. Ele também analisou quais fatores contribuem para a riqueza, como consumo, governo e investimento. Caldune também argumentou que a pobreza não era necessariamente resultado de más decisões financeiras, mas de consequências externas e, portanto, o governo deveria estar envolvido no alívio da pobreza. Pesquisadores da "Faculdade da Universidade de Insanias" da Malásia e da "Faculdade de Economia Islâmica da Universidade de Azkia" da Indonésia criaram um modelo dinâmico baseado nos escritos de Caldune para medir a pobreza nas nações muçulmanas do sul e sudeste da Ásia. 
Caldune também acreditava que a moeda de um sistema monetário islâmico deveria ter valor intrínseco e, portanto, ser feita de ouro e prata (como o "dirham"). Ele enfatizou que o peso e a pureza dessas moedas devem ser seguidos rigorosamente: o peso de um dinar deve ser um mithqal (o peso de 72 grãos de cevada, aproximadamente 4,25 gramas) e o peso de 7 dinar deve ser igual ao peso de 10 dirhams (7/10 de um mithqal ou 2,96 gramas). 

Os escritos de Caldune sobre a divisão do trabalho são frequentemente comparados aos escritos de Adam Smith sobre o tema. 
O ser individual não pode obter por si mesmo todas as necessidades da vida. Todos os seres humanos devem cooperar para esse fim em sua civilização. Mas o que é obtido pela cooperação de um grupo de seres humanos satisfaz a necessidade de um número muitas vezes maior do que eles mesmos. Por exemplo, ninguém por si mesmo pode obter a parte do trigo de que precisa para se alimentar. Mas quando seis ou dez pessoas, incluindo um ferreiro e um carpinteiro para fazer as ferramentas, e outros encarregados dos bois, da lavoura, da colheita do grão maduro e de todas as outras atividades agrícolas, se comprometem a obter seu alimento e trabalhar para esse fim separadamente ou coletivamente e assim obter através de seu trabalho uma certa quantidade de comida, essa quantidade será comida para um número de pessoas muitas vezes a sua. 

Em todas as outras artes e manufaturas, os efeitos da divisão do trabalho são semelhantes ao que são nesta tão insignificante [produção de alfinetes]; embora, em muitos deles, o trabalho possa ser tanto subdividido, nem reduzido a uma tão grande simplicidade de operação. A divisão do trabalho, no entanto, na medida em que pode ser introduzida, ocasiona, em todas as artes, um aumento proporcional das forças produtivas do trabalho (Smith 1976a, vol. I, 13-24). 
Tanto Caldune quanto Adam Smith compartilhavam a ideia de que a divisão do trabalho é fundamental para o crescimento econômico, porém, as motivações e o contexto para tal divisão diferiam entre eles. Para Caldune, "asabiyyah" ou solidariedade social era o motivo e o contexto subjacentes à divisão do trabalho; para Smith, era o interesse próprio e a economia de mercado. 

### Pensamento social
A epistemologia de Ibne Caldune tentou conciliar o misticismo com a teologia dividindo a ciência em duas categorias diferentes, a ciência religiosa que diz respeito às ciências do Alcorão e a ciência não religiosa. Ele ainda classificou as ciências não religiosas em ciências intelectuais como lógica, aritmética, geometria, astronomia, etc. e ciências auxiliares como linguagem, literatura, poesia, etc. Ele também sugeriu que possivelmente mais divisões aparecerão no futuro com diferentes sociedades. Ele tentou se adaptar ao comportamento cultural de todas as sociedades possíveis e influência na educação, economia e política. No entanto, ele não achava que as leis fossem escolhidas por apenas um líder ou um pequeno grupo de indivíduos, mas principalmente pela maioria dos indivíduos de uma sociedade. 
Para Caldune, o Estado era uma necessidade da sociedade humana para conter a injustiça dentro da sociedade, mas o meio do estado é a força, portanto, uma injustiça. Todas as sociedades devem ter um Estado que as governe para estabelecer uma sociedade. Ele tentou padronizar a história das sociedades identificando fenômenos comuns presentes em todas as sociedades. Para ele, a civilização era um fenômeno que estará presente enquanto os humanos existirem. Ele caracterizou a satisfação das necessidades básicas como o início da civilização. No início, as pessoas buscarão diferentes formas de aumentar a produtividade das necessidades básicas e a expansão ocorrerá. Mais tarde a sociedade começa a se tornar mais sedentária e se concentra mais no artesanato, nas artes e nas características mais refinadas. Até o fim de uma sociedade, ela vai enfraquecer, permitindo que outro pequeno grupo de indivíduos assuma o controle. O grupo conquistador é descrito como um grupo insatisfeito dentro da própria sociedade ou um grupo de bandidos do deserto que atacam constantemente outras sociedades mais fracas ou enfraquecidas.
No Muqaddimah, sua obra mais importante, ele discute uma introdução da filosofia à história de maneira geral, com base em padrões observáveis dentro de um quadro teórico de eventos históricos conhecidos de seu tempo. Ele descreveu os primórdios, o desenvolvimento, as tendências culturais e a queda de todas as sociedades, levando ao surgimento de uma nova sociedade que seguiria as mesmas tendências em um ciclo contínuo. Além disso, ele recomendou as melhores abordagens políticas para desenvolver uma sociedade de acordo com seu conhecimento da história. Ele enfatizou fortemente que uma boa sociedade seria aquela em que uma tradição de educação está profundamente enraizada em sua cultura. Caldune introduziu a palavra asabiya (solidariedade, sentimento de grupo ou consciência de grupo), para explicar o tribalismo. O conceito de asabiya foi traduzido como "coesão social", "solidariedade de grupo" ou "tribalismo". Essa coesão social surge espontaneamente em tribos e outros pequenos grupos de parentesco. 
Caldune acreditava que muita burocracia, como impostos e legislações, levaria ao declínio de uma sociedade, pois constrangeria o desenvolvimento de mão de obra mais especializada (aumento de acadêmicos e desenvolvimento de diferentes serviços). Ele acreditava que os burocratas não podem entender o mundo do comércio e não possuem a mesma motivação que um empresário. 
Em sua obra o Muqaddimah, Caldune enfatiza a faculdade dos seres humanos de pensar ("fikr", "pensamento") como o que determina o comportamento humano e os padrões universais. Esta faculdade é também o que inspira os seres humanos a formar uma estrutura social para cooperar na divisão do trabalho e na organização. De acordo com Zaid Ahmand em "EEpistemologia e Dimensão Humana nos Estudos Urbanos", a faculdade "fikr" (pensamneto) é o pilar de sustentação para todos os aspectos filosóficos da teoria de Caldune relacionados às tendências espirituais, intelectuais, físicas, sociais e políticas do ser humano. 
Outro conceito importante que ele enfatiza em seu trabalho é o domínio de ofícios, hábitos e habilidades. Isso ocorre depois que uma sociedade é estabelecida e, de acordo com Caldune, o nível de realização de uma sociedade pode ser determinado apenas analisando esses três conceitos. Uma sociedade em seus estágios iniciais é nômade e principalmente preocupada com a sobrevivência, enquanto uma sociedade em um estágio posterior é sedentária, com maior realização nos ofícios. Espera-se que uma sociedade com cultura sedentária e política estável tenha maiores realizações em artesanato e tecnologia. 
Caldune também enfatizou em sua epistemologia o aspecto importante que a tradição educacional desempenha para garantir que as novas gerações de uma civilização melhorem continuamente nas ciências e desenvolvam a cultura. Ele argumentou que sem o forte estabelecimento de uma tradição educacional, seria muito difícil para as novas gerações manter as conquistas das gerações anteriores, quanto mais melhorá-las. 
Outra forma de distinguir a realização de uma sociedade seria a língua de uma sociedade, pois para ele o elemento mais importante de uma sociedade não seria a terra, mas a língua falada. Ele ficou surpreso que muitos não-árabes fossem realmente bem-sucedidos na sociedade árabe, tivessem bons empregos e fossem bem recebidos pela comunidade. "Essas pessoas não eram árabes por descendência, mas cresceram entre os árabes que possuíam o hábito do árabe", lembrou Caldune, "por causa disso, eles foram capazes de dominar o árabe tão bem que não podem ser superado." Ele acreditava que a razão pela qual os não-árabes eram aceitos como parte da sociedade árabe era devido ao seu domínio da língua árabe. 
Avanços em obras literárias como poemas e prosa eram outra forma de distinguir a conquista de uma civilização, mas Caldune acreditava que sempre que a faceta literária de uma sociedade atinge seus níveis mais altos, ela deixa de indicar conquistas sociais, mas é um embelezamento da vid. Para as ciências lógicas, ele estabeleceu o conhecimento em seu nível mais alto como um aumento de estudiosos e da qualidade do conhecimento. Para ele, o nível mais alto das produções literárias seria a manifestação da prosa, dos poemas e do enriquecimento artístico de uma sociedade. 

### Pequenas obras
De outras fontes sabemos de várias outras obras, compostas principalmente durante o tempo que passou no Norte de África e Alandalus. Seu primeiro livro, "Lubābu l-Muhassal" é um comentário sobre a teologia islâmica de Facradim Arrazi que foi escrito por Caldune aos 19 anos sob a supervisão de seu professor, al-Ābilī em Túnis. Uma obra sobre o sufismo, chamada "Shifā'u l-Sā'il", foi composta por volta de 1373 em Fez, Marrocos. Enquanto na corte de Maomé V, sultão de Granada, Caldune compôs um trabalho sobre lógica, chamado "ʻallaqa li-s-Sulṭān". 

## Legado

### Egito
O método histórico de Caldune teve muito poucos discípulos em seu tempo. Embora seja bem conhecido por ter sido um palestrante bem-sucedido em jurisprudência dentro das ciências religiosas, apenas muito poucos de seus alunos estavam cientes e influenciados por seu livro "Muqaddimah". Um desses estudantes, Al-Maqrizi, elogiou o "Muqaddimah", embora alguns estudiosos tenham achado seu elogio, e o de outros, geralmente vazio e sem compreensão dos métodos de Caldune. 
Caldune também enfrentou principalmente críticas de seus contemporâneos, particularmente Ibn Hajar al-Asqalani. Essas críticas incluíam acusações de conhecimento histórico inadequado, um título impreciso, desorganização e um estilo semelhante ao do notável escritor de literatura árabe Al-Jahiz. Al-Asqalani também observou que Caldune não era bem visto no Egito porque se opunha a muitas tradições respeitadas, incluindo o traje judicial tradicional, e sugeriu que isso pode ter contribuído para a recepção das obras históricas de Caldune. A notável exceção a este consenso foi Ibn al-Azraq, um jurista que viveu logo após Ibne Caldune e citou de forma intensa o primeiro e o quarto livros da coleção de obras de Caldune (chamada "Kitab al-'Ibar"), ao desenvolver uma obra de espelhos para príncipes. 

### Império Otomano
O trabalho de Ibne Caldune encontrou algum reconhecimento com os intelectuais otomanos no século XVII. As primeiras referências a Caldune nos escritos otomanos apareceram em meados do século XVII, com historiadores como Katib Çelebi classificando Caldune como um importante pensador, enquanto outro historiador turco otomano, Mustafá Naima, tentou usar a teoria cíclica da ascensão de Caldune e a queda de impérios para descrever o fim do Império Otomano. As percepções crescentes do declínio do Império Otomano também fizeram com que ideias semelhantes aparecessem independentemente de Caldune no século XVI, e podem explicar parte da influência de suas obras.

### Europa
Na Europa, Caldune foi trazido pela primeira vez à atenção do mundo ocidental em 1697, quando uma biografia dele apareceu na Bibliothèque Orientale ("Biblioteca Oriental") de Barthélemy d'Herbelot de Molainville. No entanto, alguns estudiosos acreditam que o trabalho de Caldune pode ter sido introduzido pela primeira vez na Europa através da biografia de Tamerlão de Ibn Arabshah, traduzida para o latim, que fala de um encontro entre Caldune e o poderoso líder Tamerlão. 
De acordo com Ibn Arabshah, durante esse encontro, Caldune e Tamerlão discutiram em profundidade a região do Magrebe, bem como a genealogia de Tamerlão e seu lugar na história. Caldune começou a ganhar mais atenção a partir de 1806, quando na obra "Chrestomathie Arabe" de Silvestre de Sacy, foi incluída a biografia de Caldune junto com uma tradução de partes do Muqaddimah como os Prolegômenos ("Introdução").  Em 1816, Silvestre de Sacy publicou novamente uma biografia com uma descrição mais detalhada dos Prolegômenos ("Introdução"). Mais detalhes e traduções parciais dos Prolegômenos surgiram ao longo dos anos até que a edição completa em árabe foi publicada em 1858. Desde então, a obra de Caldune tem sido extensivamente estudada no mundo ocidental com especial interesse. Reynold A. Nicholson Caldune como um sociólogo muçulmano excepcionalmente brilhante, mas desconsiderou a influência de Caldune. O filósofo espanhol José Ortega y Gasset viu os conflitos do Norte de África como um problema que, talvez, tenha se originado da falta de estudo sobre o pensamento africano e elogiou Caldune por dar sentido ao conflito, simplificando-o à relação entre os modos de vida nômade e sedentário. 

### Historiadores modernos
O historiador britânico Arnold J. Toynbee chamou a obra "Muqaddimah" de "a maior obra dessa natureza".  Ernest Gellner, que já foi professor de filosofia e lógica na London School of Economics, considerou a definição de governo de Caldune a melhor na história da teoria política. 
Também surgiram opiniões mais moderadas sobre o alcance das contribuições de Caldune. Arthur Laffer que dá nome à curva de Laffer, reconheceu que as ideias de Caldune, assim como outras, precedem sua contribuição nesse trabalho. 
O economista Paul Krugman descreveu Caldune como "um filósofo islâmico do século XIV que basicamente inventou o que hoje chamaríamos de ciências sociais". 
O filósofo escocês Robert Flint o elogiou fortemente, "como um teórico da história, ele não teve igual em qualquer época ou país até Vico aparecer, mais de trezentos anos depois. Platão, Aristóteles e Agostinho não eram seus pares, e todos os outros eram indignos de ser sequerem mencionado junto com ele". O trabalho de Caldune obre a evolução das sociedades também influenciou Egon Orowan, que denominou o conceito de socionomia.  Embora a manutenção de registros de Caldune seja geralmente preterida em favor do reconhecimento de suas contribuições para a ciência da história, Abderrahmane Lakhsassi escreveu "Nenhum historiador do Magrebe desde e particularmente dos berberes pode deixar de reconhecer de sua contribuição histórica". 

### Reconhecimento público
O reconhecimento público de Caldune aumentou bastante nos últimos anos. Em 2004, o Centro Comunitário da Tunísia lançou o primeiro Prêmio "Ibn Khaldun" para reconhecer um grande realizador tunisiano/americano cujo trabalho reflete as ideias de parentesco e solidariedade de Ibne Caldune. O Prêmio recebeu o nome de "Ibn Khaldun" pela união de suas ideias com os objetivos e programas da organização. Em 2006, a Atlas Economic Research Foundation (Fundação de Pesquisa Econômica Atlas) lançou um concurso anual de redação para estudantes nomeados em homenagem a Caldune. O tema do concurso foi "como indivíduos, grupos de reflexão, universidades e empresários podem influenciar as políticas governamentais para permitir que o livre mercado floresça e melhore a vida de seus cidadãos com base nos ensinamentos e tradições islâmicas".  Em 2006, a Espanha comemorou o 600º aniversário da morte de Caldune orquestrando uma exposição intitulada "Encontro de Civilizações: Ibn Khaldun".
Em 2007, a Universidade "İbn Haldun" ("Universidade Ibne Caldune") foi aberta em Istambul, na Turquia, em homenagem a Caldune. A universidade promove uma política de trilinguismo. Os idiomas em questão são o inglês, o turco moderno e o árabe e sua ênfase está no ensino das ciências sociais.   
Em 1981, o presidente dos EUA, Ronald Reagan, citou Caldune como uma influência em suas políticas econômicas do lado da oferta, também conhecidas como Reaganomics. Ele parafraseou Caldune que disse que "no início da dinastia, grandes receitas tributárias eram obtidas com pequenas contribuições" e que "no final da dinastia, pequenas receitas tributárias eram obtidas com grandes contribuições". Reagan disse que seu objetivo é "tentar chegar às pequenas quantias e aos grandes resultados". 